# Мойра Мактаггерт
Доктор Мойра Кинросс Мактаггерт (англ. Dr. Moira Kinross MacTaggert) — персонаж, появляющийся в комиксах вселенной издательства Marvel Comics Людей-Икс. Она работает генетиком и экспертом в области мутаций.

## История издания
Мойра Мактаггерт была создана Крис Клермонтом и Дэйвом Кокрумом, и впервые появилась в X-Men № 96 (декабрь 1975)..

## Силы и способности
Мойра - мутант, которая обладает способностью к самореинкарнации: после своей смерти она перерождается в период своего рождения сохраняя при этом все свои знания накопленные за предыдущую жизнь, что позволяет ей изменять ход своей текущей жизни по своему желанию. Так же её статус мутанта не может быть обнаружен техническими приспособлениями, так например различные детекторы гена-икс видят в ней обычного человека. 
Во время третьей жизни Мойры Судьба предсказала ей что ей суждено прожить всего 10 жизней, что намекает на то, что цикл перерождений у Мойры конечен. Смерть Мойры до достижения возраста 13 лет так же бы разорвало кольцо реинкарнации, так как именно в этом возрасте у Мойры бы проявились её силы.
В текущее время Мойра проживает свою 11-ю "невозможную" жизнь. В данный момент она лишена мутантских сил и является киборгом, что даёт ей сверхчеловеческую силу, стойкость и скорость.
Мойра Мактаггерт является одним из ведущих мировых генетиков и обладает особым опытом в изучении мутантов. Мойра в течение своей седьмой жизни так же прошла военную подготовку в британских вооруженных силах.

## Фильмы

### Люди Икс: Последняя битва
Оливия Уильямс сыграла незначительную роль доктора Мойры Мактаггерт в «Люди Икс: Последняя битва».
После титров доктор Мойра приходит к человеку в больнице, который отвечает ей голосом профессора, а она в ответ спрашивает: «Чарльз?!». Судя по всему, перед смертью ему удалось переместить своё сознание в его тело. В начале фильма профессор Ксавьер вёл урок, где спрашивал учеников, этично ли использовать человека, находящегося в вегетативном состоянии, в своих целях.

### Люди Икс: Первый Класс
В фильме «Люди Икс: Первый Класс» Роуз Бирн играет Мойру, где она является агентом ЦРУ, пытающимся раскрыть загадку Клуба Адского Пламени. В фильме она американка, а не шотландка. В ходе расследования ей удаётся проникнуть в тайник Клуба в образе стриптизёрши и обнаружить, что руководители Клуба — мутанты, угрожающие полковнику Хендри с целью разместить ракеты «Юпитер» в Турции. После этого она обращается за помощью к профессору Чарльзу Ксавьеру из-за его исследований по теме генетических мутаций. Вскоре Мойра узнаёт, что он и его приёмная сестра Рейвен тоже мутанты, когда Ксавьер демонстрирует чтение мыслей, а Рейвен меняет обличье. Позже она становится контактом команды и помогает сформированным Людям Икс в предотвращении плану Шоу по развязыванию ядерной войны между СССР и США. В самый кульминационный момент она стала косвенной причиной паралича Ксавьера, так как она стреляет пулей, которую Магнето случайно отклонил в позвоночник Чарльза. В ярости Магнето чуть не убивает Мойру, но Ксавьер останавливает его, говоря, что это вина Эрика. В конце фильма Ксавьер стирает ей память о событиях с Шоу и Магнето во время поцелуя, чтобы сохранить в тайне школу для мутантов, которую он открыл во время кризиса.

### Люди Икс: Апокалипсис
Роуз Бирн исполнила роль агента Мактаггерт в фильме «Люди Икс: Апокалипсис». После события на Кубе, она уже временно была в браке, и у неё есть сын. Она является свидетелем пробуждения Апокалипсиса, который много лет назад был заживо погребён в пирамиде Египта. После этого она снова встречает Чарльза, хотя не помня о их связи. Когда Ксавье похищает Апокалипсис, то Мойра помогает команде мутантов спасти его. В конце, Чарльз восстанавливает воспоминания Мойры и возобновляет свои отношения с ней.